# Дорштадт
Дорштадт (нім. Dorstadt) — громада в Німеччині, розташована в землі Нижня Саксонія. Входить до складу району Вольфенбюттель. Складова частина об'єднання громад Одервальд.
Площа — 10,36 км2. Населення становить 685 ос. (станом на 31 грудня 2021).